# Doxapram
Cloridrato de doxapram é um estimulante respiratório e também do SNC de ação curta, sintetizado em 1962, aprovado pelo FDA para uso em humanos, gatos, cães e cavalos. Na clínica médica, estudos demonstram que o doxapram é útil em casos de acidose respiratória crônica e na excitação dos pacientes em cirurgia. Seu mecanismo de ação é estimular os quimiorreceptores da região da aorta e carótida.

## Uso veterinário
É um medicamento usado também na veterinária para proporcionar excitação no animal, em momentos de emergência. Em neonatos, o medicamento pode ser útil para uso no parto, quando a anestesia da mãe atinge o feto.

### Contra-Indicações
Este medicamente é contra-indicado em animais convulsivos.

### Dosagem
Cães e gatos:
Anestesia inalatória: 1 mg / kg IV (via intravenosa).
Depressão respiratória: 5 – 10 mg / kg IV.
Recém-nascidos: Cães e gatos: 0,1 a 0,2 ml, via veia umbilical ou sublingual.
A sobredose desse medicamento pode causar hiperventilação, e com isso alcalose respiratória, convulsão, e raramente, náuseas, tosse, agitação e taquicardia.